# كليفورد الكلب الأحمر الكبير (فلم)
كليفورد الكلب الأحمر الكبير (بالإنجليزية: Clifford the Big Red Dog) هو فيلم مغامرة كوميدي أمريكي لعام 2021 من إخراج والت بيكر،الفيلم مبني على كتاب أطفال يحمل نفس الأسم للكاتب نورمان بريدويل.الفيلم من بطولة جاك وايتهول،داربي كامب،توني هايل وسيينا غيلوري.

## روابط خارجية
- الموقع الرسمي
- مقالات تستعمل روابط فنية بلا صلة مع ويكي بيانات

لا توجد روابط لمواقع التواصل الاجتماعي.